# NGC 2502
NGC 2502 is een lensvormig sterrenstelsel in het sterrenbeeld Kiel. Het hemelobject werd op 5 januari 1837 ontdekt door de Britse astronoom John Herschel.

## Synoniemen
- ESO 209-8
- AM 0754-521
- PGC 22210